# Tüzelőanyag-póttartály

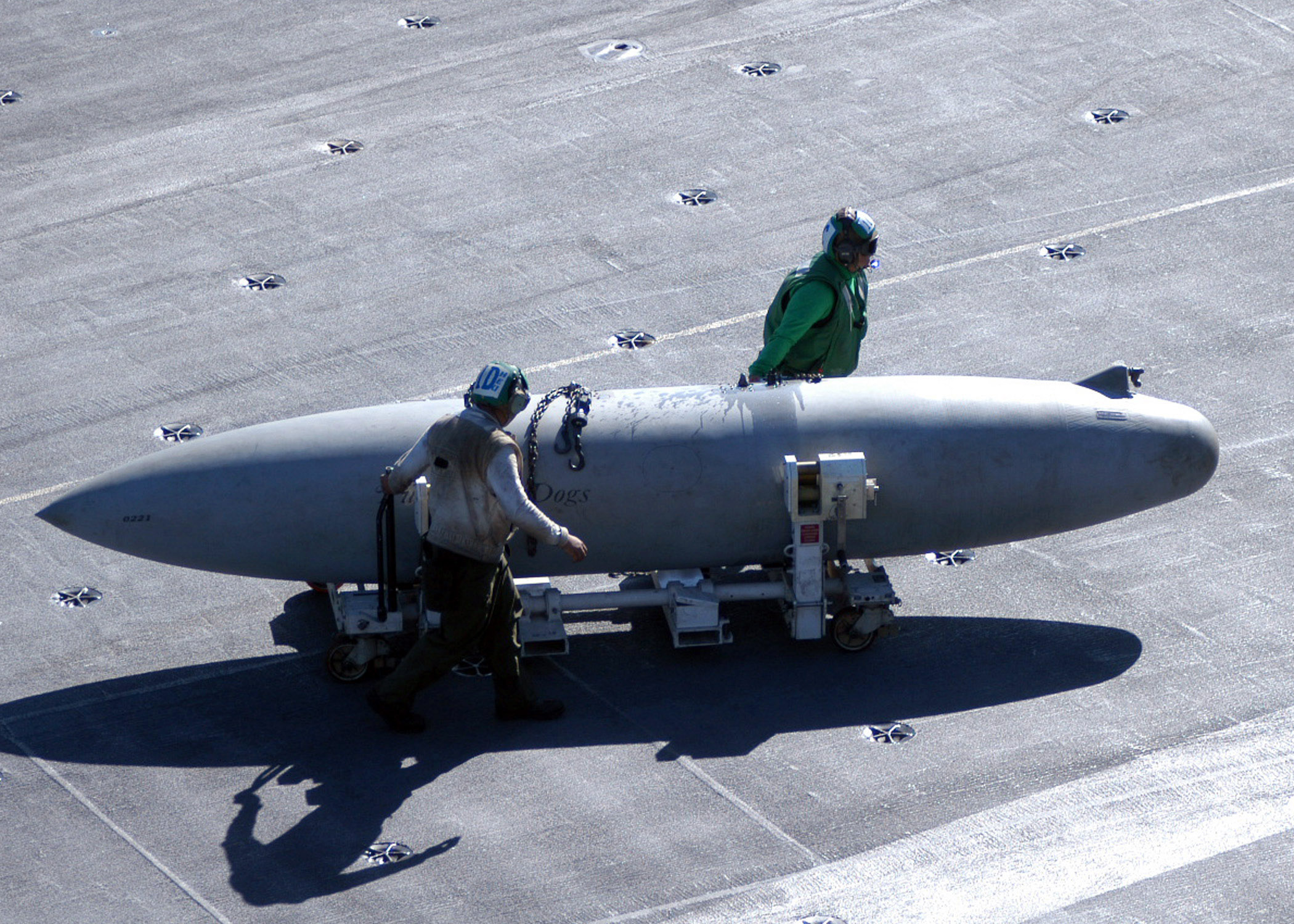
Tüzelőanyag-póttartályt tolnak egy repülőgéphez a USS Dwight D. Eisenhower repülőgép-hordozón

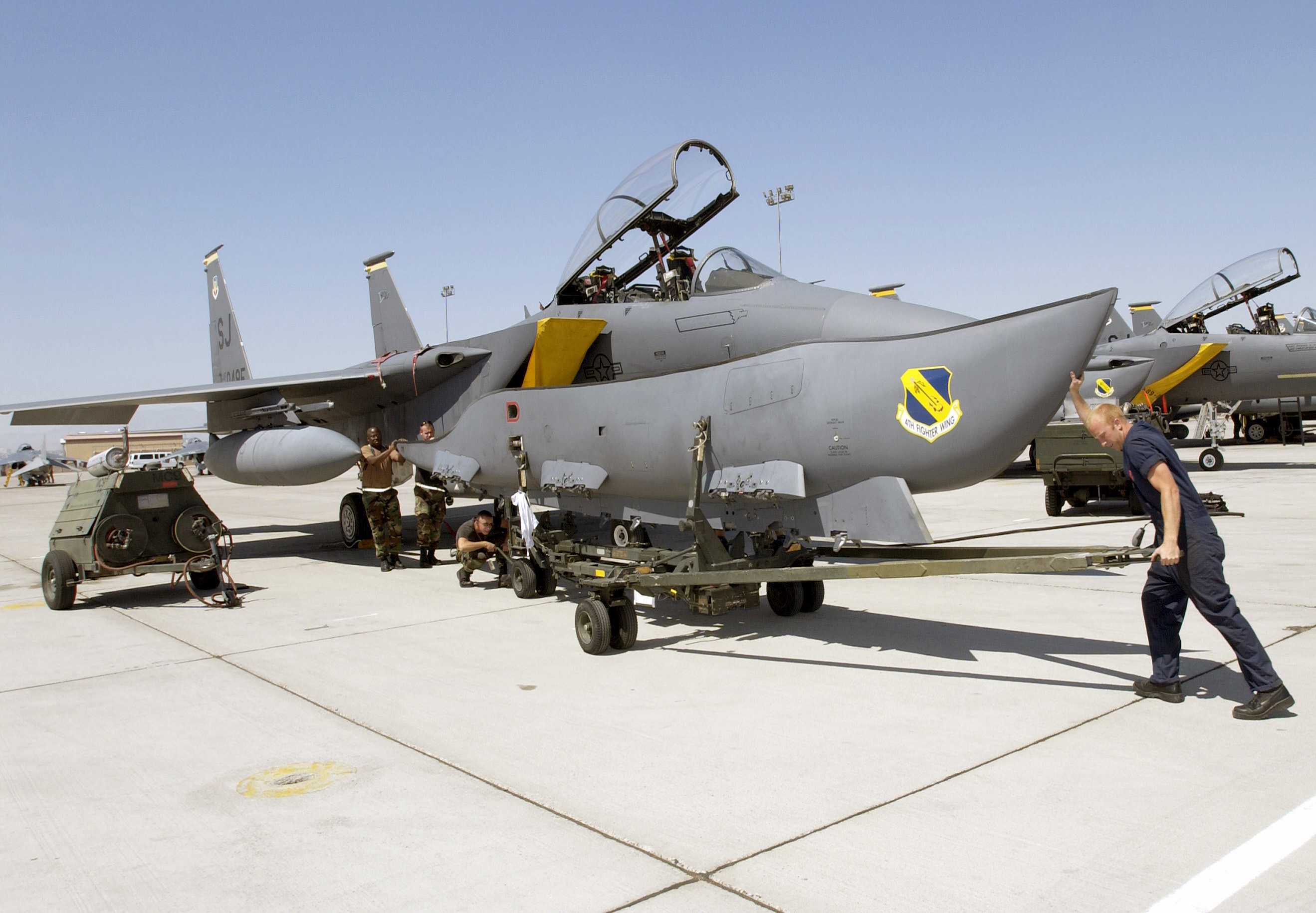
Egy Seymour Johnson honi bázisú amerikai F–15E vadászbombázó alá tolják be jobb oldali CFT-jét.

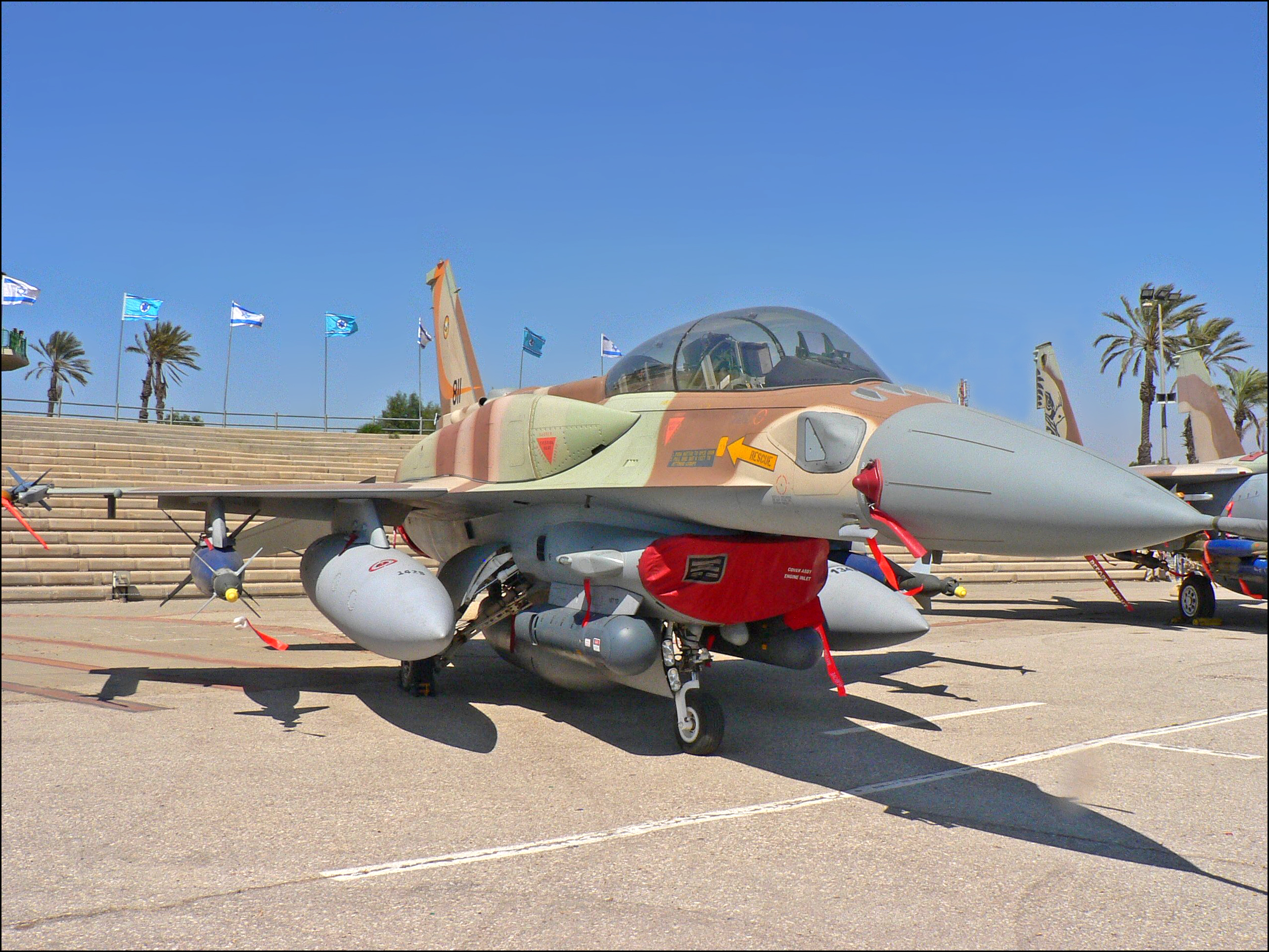
Izraeli F–16I. A szárnyak alatt nagyméretű, ledobható, a törzs fölső részének oldalán, a pilótakabin mögött (terepszínű) illeszkedő póttartály van.

A tüzelőanyag-póttartály repülőeszközökre, elsősorban katonai repülőgépekre szerelhető, áramvonalas tartály, amelybe a gépbe tölthető mennyiségen felül tüzelőanyag tölthető, ezáltal a repülőeszköz hatótávolsága megnövelhető. Az első tüzelőanyag-póttartályokat a spanyol polgárháborúban a német He 51 vadászrepülőgépeken alkalmazták. A németek nagy sorozatban csak az angliai légicsata kései időszakában alkalmazták a Bf 109 vadászrepülőgép E7 altípusától kezdve, melyek így több időt tölthettek a hatósugaruk határán fekvő Anglia légterében, saját bombázóikat védve. Napjainkban egy-egy póttartályba jellemzően 400-1500 kg tüzelőanyag tölthető, de például a MiG–25 hordozhat ennél lényegesen nagyobb, 5300 literes póttartályt is.
A tüzelőanyag-póttartályokat általában a repülőgépek szárnya vagy törzse alá, fegyverfelfüggesztő csomópontokra szerelik föl. Nem minden csomópont alkalmas a tartályok hordozására, csak azok, amelyek csatlakoztatva vannak a repülőgép tüzelőanyag-rendszeréhez, az ilyen csomópontokat nedves csomópontnak nevezik. A póttartályok kiürülésük után a repülőgépről ledobhatók (viszonylag olcsók), mert légellenállásuk és tömegük akadályozza a repülést (egy-egy tartályban tárolt tüzelőanyag mennyiségének kevesebb, mint a fele fordítódik a repülés meghosszabbítására, a maradék a tartály légellenállásának kompenzálására használódik el).
Néhány korszerűbb vadászbombázó repülőgépen alkalmaznak úgynevezett illeszkedő tüzelőanyag-póttartályokat (CFT – Conformal Fuel Tank). Ezek nem fegyverfüggesztő csomópontokon lógnak, hanem a repülőgép törzséhez vannak rögzítve. Nem ledobhatóak, de gazdaságosabbak (a bennük tárolt tüzelőanyag mintegy 80%-a fordítódik a hatótávolság meghosszabbítására). Az ilyen póttartályok a repülőgépekről mintegy fél óra alatt leszerelhetők.
Léteznek olyan póttartályok is, melyeket csak bombázóknál alkalmaznak. Ezek nem növelik a gép légellenállását, csak a súlyát. Egy nagyobb vagy több kisebb tartályról van szó, amit a gép bombaterébe szerelnek be, majd feltöltik kerozinnal. A póttartály beszerelése nem bonyolultabb, mint bombákkal feltölteni a gépet. Az űrtartalma a bombakamra nagyságától és a repülőgép terhelhetőségétől függ.